# Reticulariidae
Reticulariidae is een familie van slijmzwammen in de orde Liceales.

## Geslachten
De familie kent de volgende geslachten:
- Bajkuria
- Chnaurocoelia
- Corylispirifer
- Deltospirifer
- Elythina
- Eohowellella
- Kymatothyris
- Lubricospirifer
- Lycogala
- Najadospirifer
- Obesaria
- Paraquadrithyris
- Parareticularia
- Pavlovispirifer
- Proreticularia
- Puanospirifer
- Quadrithyris
- Quasimartinia
- Reticularia
- Reticulariopsis
- Rhenothyris
- Spirelytha
- Squamularia
- Teresbratula
- Uexothyris
- Undispirifer
- Undispiriferoides
- Vadum
- Warrenella
- Yania
- Yeothyris